# 津門大塚町

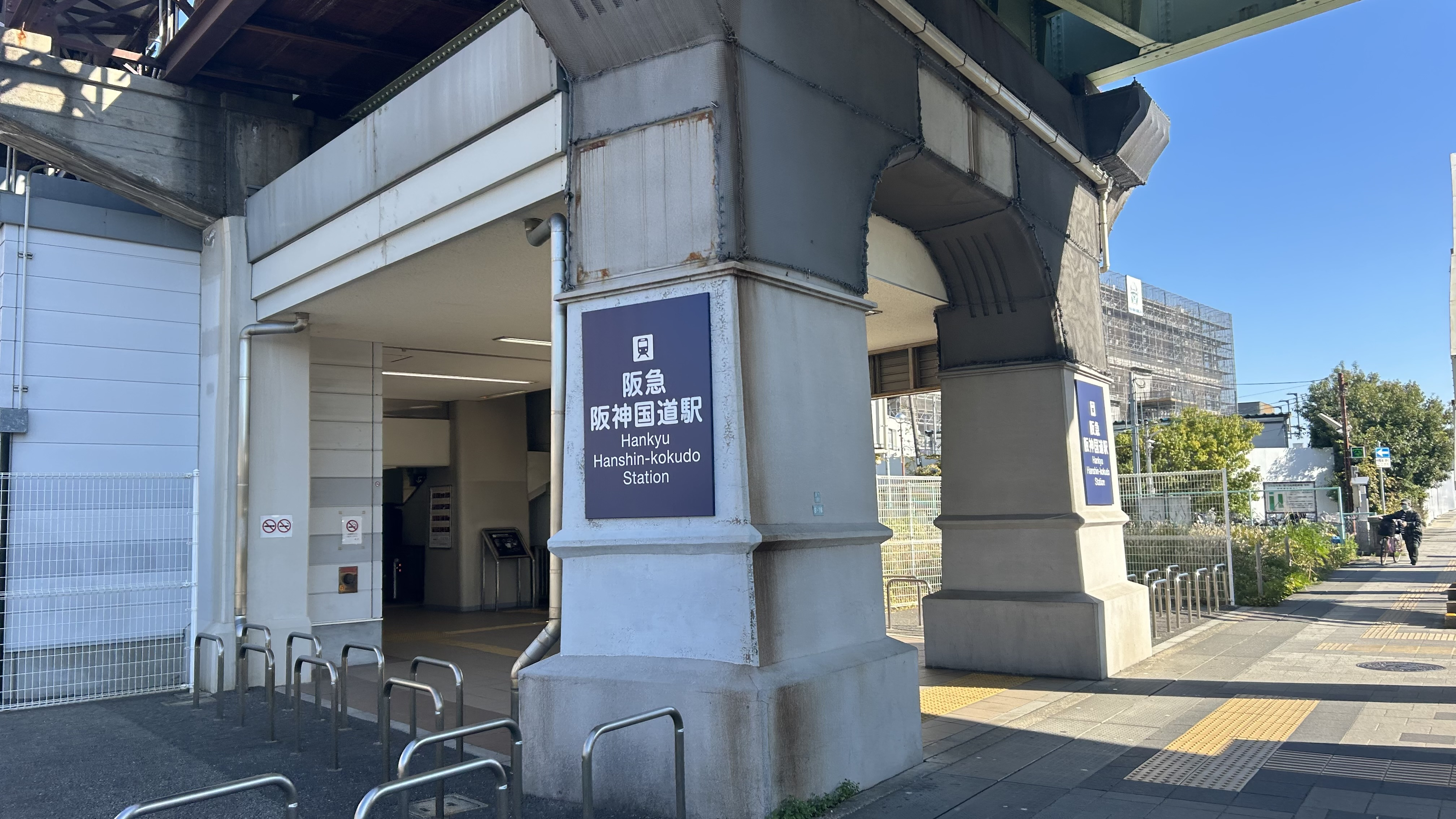
阪神国道駅

津門大塚町（つとおおつかちょう）は、兵庫県西宮市にある町丁。郵便番号は663-8241。

## 地理
東は津門飯田町、西は池田町、南は津門稲荷町・津門大箇町、北は深津町・神祇官町と隣接している。

## 交通

### 鉄道
- 阪急今津線
  - (高松町)-阪神国道駅-(津門呉羽町)

### バス
| 路線名     | 業者     | 起点     | 町内の停留所                           | 終点     |
| ---------- | -------- | -------- | -------------------------------------- | -------- |
| 尼崎西宮線 | 阪神バス | 阪神西宮 | (津門稲荷町)-阪神国道駅前-(津門飯田町) | 阪神尼崎 |
| 西宮団地線 | 阪神バス | 阪神西宮 | (津門稲荷町)-阪神国道駅前-(津門飯田町) | (環状)   |

## 校区
出典:
| 区域 | 小学校     | 中学校     |
| ---- | ---------- | ---------- |
| 全域 | 津門小学校 | 今津中学校 |

## 施設
- 阪急阪神国道駅
- ロイヤルホームセンター 西宮中央
- 兵庫県立西宮総合医療センター
- セブン-イレブン 西宮津門大塚町店
- ローソン 津門大塚町店
- 大塚北公園
- レクサス 西宮